# Dödligt byte
Dödligt byte (engelska: Killer Image) är en kanadensisk långfilm från 1992 i regi av David Winning, med Michael Ironside, M. Emmet Walsh, John Pyper-Ferguson och Krista Errickson i rollerna.

## Handling
Max Oliver (John Pyper-Ferguson) får reda på att hans bror, en fotograf, har mördats. Max hittar sin brors sista bilder av den mäktiga senatorn John Kane (M. Emmet Walsh) tillsammans med en prostituerad. Han förstår att brodern dödats för att dölja hela den snaskiga affären. Lönnmördaren Luther Kane (Michael Ironside) är nu Max på spåren för att röja undan de sista bevisen.

## Rollista
| Michael Ironside    | – Luther Kane |
| M. Emmet Walsh      | – John Kane   |
| John Pyper-Ferguson | – Max Oliver  |
| Krista Errickson    | – Shelley     |
| Paul Austin         | – Ric Oliver  |
| Chantelle Jenkins   | – Lori        |
| Kristie Baker       | – Carrie      |
| Barbara Gajewska    | – Stacey      |